# Bataille de Bangui (2021)
Pour les articles homonymes, voir Bataille de Bangui.
La bataille de Bangui est survenue le 13 janvier 2021 lorsqu'environ 200 rebelles de la Coalition des patriotes pour le changement ont attaqué Bangui, la capitale de la République centrafricaine, dans une tentative infructueuse de renverser le gouvernement.

## Contexte
En décembre 2020, les principaux groupes rebelles en République centrafricaine ont créé la Coalition des patriotes pour le changement. Ils étaient dirigés par l'ancien président François Bozizé. Ils ont tenté d'empêcher l'organisation des élections législatives centrafricaines de 2020-2021.
Selon des témoignages de membres de groupes armés, François Bozizé était directement impliqué dans la préparation et la coordination de l'attaque contre Bangui. Karim Meckassoua, ancien président de l'Assemblée nationale a également participé aux préparatifs en coordination avec Bozizé, Noureddine Adam, Ali Darassa et plusieurs généraux du MPC. Selon des témoignages, il espérait qu'en cas de succès du coup d'État, il serait à la tête du gouvernement de transition. Cependant, Bozizé était convaincu que Meckassoua essayait de le doubler, ce qui a conduit au refus des combattants anti-balaka basés à Bangui de se joindre à l'attaque. Ils étaient censés créer le chaos à Bangui qui permettrait à d'autres combattants d'entrer dans la capitale. Meckassoua a cependant nié toutes les accusations.

## Bataille

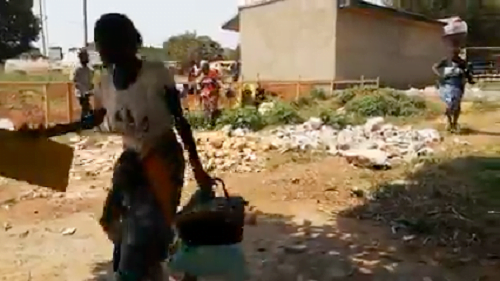
Panique dans le district PK11 de Sassara lors des affrontements entre les forces loyalistes et les rebelles le 13 janvier 2021

Vers 5 h 45 du matin, une dizaine de rebelles armés de lance-roquettes et de fusils Kalachnikov ont été repérés au PK 11, Damala, PK 12 et Pindao à Bangui. Environ 200 rebelles ont attaqué des casernes militaires à 9 km et 12 km de la capitale. Ils ont également attaqué le quartier de Bimbo. Les habitants signalaient des coups de feu dans différentes parties de la ville. Les rues étaient parsemées de douilles. L'attaque a été repoussée et à partir de 8 h 0 du matin, la situation dans la ville était calme. Un soldat rwandais a été tué et un autre a été blessé. Selon le Premier ministre Firmin Ngrebada, 30 rebelles ont été tués et cinq ont été capturés.
L'un des rebelles capturés a été diffusé en direct à la télévision. Le ministre de l'Intérieur Henri Wanzet Linguissara a affirmé qu'il était citoyen tchadien. Le gouvernement tchadien a nié l'accusation.